# Balam (revista)
Balam es una revista independiente de frecuencia anual con sede en Buenos Aires, Argentina, enfocada principalmente en la fotografía contemporánea latinoamericana, con especial énfasis en los artistas queer y las particularidades de su contexto regional. Establecida originalmente como una revista digital en 2015, se convirtió en una publicación impresa desde su quinta publicación a principios de 2018 en adelante. Actualmente, Balam ha tenido diez números, seis de los cuales se publicaron en forma impresa. Aunque presentada como una revista, el concepto de Balam se acerca más al de un fotolibro o a un objeto de arte: cada edición se inicia con una temática única, colaboradores seleccionados y características de impresión específicas para ese número en particular. La edición más reciente, la del décimo aniversario de la revista, centrada en el tema de «La Bohemia», se lanzó en 2024.
Balam es reconocida como la primera y única revista queer de América Latina dedicada a la fotografía. Según el British Journal of Photography, la publicación «ofrece una plataforma vital para las comunidades, experiencias y paisajes tanto del pasado como del presente que se enfrentan a la estigmatización y la censura en toda [la región]». Cada número de Balam se construye a través de una convocatoria abierta para que los fotógrafos de todo el mundo presenten su trabajo. La revista ha difundido tanto a fotógrafos emergentes como a nombres consolidados.
En 2022, Balam fue premiada con el Shannon Michael Cane Award otorgado a artistas y editoriales emergentes por el NY Art Book Fair de Nueva York. En 2023, realizó el fotolibro Playfulness en colaboración con la editorial estadounidense Pomegranate  Press, su octavo número fue exhibido en el Museo de Arte Latinoamericano de Buenos Aires (MALBA), y su novena edición fue objeto de una exposición en el Instituto Brasileño de Arquitectos, São Paulo. El mismo año, Balam recibió el premio a «Contenido fotográfico del año, impreso o en línea» en los Premios Lucie. Los cinco primeros números impresos de Balam, es decir, los números 5 a 9, han sido adquiridos por las bibliotecas del Museo de Arte Moderno de Nueva York (MoMA), el Museo de Arte de Cleveland, el Centro de Estudios Curatoriales del Bard College, la Escuela de Diseño de Rhode Island, y la Universidad del Sur de California.

## Concepto
Balam es tanto una revista de fotografía que se publica en Buenos Aires, Argentina. Fue concebida en 2015 por Luis Juárez, un estudiante universitario de Honduras que había emigrado a Buenos Aires en 2009, pero que entonces vivía en Santiago de Chile. La creación del proyecto fue una respuesta a la escena hegemónica del arte y la fotografía de América del Sur, caracterizada por una financiación cultural limitada, un «institucionalismo sofocante» y un predominio del «contenido blanco hetero-cis». Entrevistado en 2021, Juárez afirmó que la revista: «surgió como respuesta a cómo la fotografía se está fracturando, incapaz de representar y visibilizar comunidades disidentes y marginadas. (...) [Quería explorar] realidades que están fuera de la norma». El término «balam» —que significa «jaguar» en las lenguas de los pueblos mayas— es una referencia a la larga tradición iconográfica del animal en Mesoamérica, así como un homenaje al origen hondureño de Juárez, quien sintió que el nombre «remite a la pasión».
Aunque se presenta como una revista, la intención conceptual de Balam se acerca más a la de un fotolibro o a un objeto de arte: cada edición se crea desde cero, con una temática única, colaboradores seleccionados y características de impresión específicas diseñadas para ese número en particular. Cada lanzamiento de Balam se construye en torno a un tema a partir del cual se hace una convocatoria abierta de fotógrafos. La dirección y el contenido de cada número se basan en estas presentaciones. Entrevistado por Elisava en 2024, Juárez explicó la importancia de estas convocatorias: «El mecanismo de convocatoria abierta es la principal razón por la cual existe el proyecto. Nos moldea, reafirma y actúa como una radiografía situacional de lo que ocurre tanto en nuestro continente como afuera de él. La convocatoria es abierta para cualquier persona o proyecto sin importar su geografía». A partir de su primera edición impresa, la revista ha sido presentada y distribuida en galerías de arte y librerías independientes en ciudades como Buenos Aires, Santiago de Chile, Londres, Nueva York, París, Madrid, Barcelona, Valencia, y Melbourne, entre otros. Para que Balam tuviera su propio espacio de difusión fuera de librerías o museos, el equipo de la revista también creó la Feria Migra en 2018, una feria dedicada a las publicaciones independientes y al arte impreso que desde entonces se realiza varias veces al año en Buenos Aires. Además de la revista, Balam también organiza talleres, charlas y proyecciones, además de crear contenidos específicos para su plataforma online.
Balam ha sido considerada como un proyecto único en su tipo en Argentina y, en términos generales, en toda América Latina, por lo que toma como referencia principalmente a publicaciones de fuera del continente. Está enfocado en la fotografía contemporánea de América Latina, con especial énfasis en las realidades queer y las peculiaridades de su contexto regional. En 2024, el British Journal of Photography describió Balam como la primera y única revista queer dedicada a la fotografía en América Latina. La revista también explora una variedad de problemáticas sociales que son de especial prominencia en la región, como el racismo, la violencia, la inmigración y la marginación, entre otras. La revista se presenta con el objetivo de «impulsar nuevas formas de mostrar la fotografía desde un punto de vista latinoamericano». Júarez también ha descrito a Balam como una «respuesta al sistema de la fotografía, a la falta de visibilidad y a entender la importancia de la descentralización del status quo», y señaló en 2024 que se ha «convertido en un manifiesto documental, una reafirmación de lo que somos y un registro del paso de las identidades de la comunidad LGBTQ+». Escribiendo para la revista AnOther en 2021, Dominique Sisley señaló que Balam «funciona en dos niveles. En el primero, destaca los problemas más serios que enfrenta la comunidad LGBTQ+ de América Latina, destacando sus injusticias y su historia olvidada. Al mismo tiempo, abre la conversación, celebrando las experiencias cotidianas más mundanas para fomentar la identificación y la accesibilidad». Dalia Al-Dujaili, del British Journal of Photography, escribió en 2024:

Balam ofrece una plataforma vital para las comunidades, experiencias y paisajes tanto del pasado como del presente que se enfrentan a la estigmatización y la censura en toda América Latina. Por esta razón, Balam tiene que agradecer al trabajo colectivo y a los esfuerzos de la comunidad su sustento, contando con aliados y amigos que apoyan al equipo con diversos recursos. (...) A pesar de que tienen mucho que aprender, el equipo de Balam está en la cresta de la ola, habiendo empezado de cero y siendo autodidactas hasta trabajar con algunos de los nombres más interesantes de la comunidad fotográfica, esperan utilizar su resiliencia como una herramienta para el cambio continuo en la fotografía y la publicación.

## Historial de publicaciones

### 2015–2021
En sus primeros cuatro números, Balam se publicó como una revista en línea. Los títulos y los temas unificadores de cada uno de estos lanzamientos son:  «Me encantaría sentir algo» (abril de 2015), «Piel» (agosto de 2015), «Género» (diciembre de 2015) y «Extranjerismos» (diciembre de 2016). Entre 2016 y 2017, Balam buscó consolidarse como un proyecto que existiera al margen de los contenidos digitales, y comenzó a buscar fondos para dar el paso hacia la publicación en papel. Esto culminó con el otogramiento del Mecenazgo del Gobierno de la Ciudad de Buenos Aires, que permitió que la revista se imprimiera desde su quinta publicación a principios de 2018 en adelante.
El primer número impreso de la revista (y el quinto en general) se publicó en 2018 y se centra en el tema de «Metamorfosis». La elección del tema se inspiró en La metamorfosis (1915) de Franz Kafka. El sexto número de Balam se publicó dos años después y gira en torno al tema «Mestizx». La revista explicó la idea detrás de este tema: «Queremos preguntarnos desde la mixtura, de qué forma nuestro género es Mestizx. Si pudimos romper el orden de las etnias y mezclarnos, ¿por qué no podemos romper el orden de los géneros y re significarnos? Esta edición busca potenciar el concepto de Mestizx y todxs aquellos que trabajan con él. Plantear el mestizaje desde los géneros y las geografías, porque avanzamos a estar ubicados en un punto intermedio, a poder no ser ni hombre ni mujer, que no solo exista lo binario». Según Matt Alagiah de It's Nice That, el número «desafía las percepciones de la belleza establecida y tiene como objetivo provocar conversaciones sobre la heteronormatividad blanca patriarcal». Entre las obras incluidas, la edición «Mestizx» presenta fotografías de la serie «Christopher Street» (1976) de Sunil Gupta.
El séptimo número de Balam se publicó en 2021 y está organizado bajo la temática «Fantasía». Según Juárez, la idea de «Fantasía» nació durante la producción de «Mestizx», ya que «despertó una curiosidad por saber de dónde surgían las fantasías, de cómo es crear cosas "prohibidas", hacer nuestros propios mundos lejos de lo establecido y normado». Dominique Sisley de AnOther lo describió como un «tema libre que se refiere vagamente a cualquier "imagen, historia, acontecimiento" que no "exista" en una sociedad patriarcal. Hay historias sobre los sueños, el erotismo, los derechos de los y las trans y los ideales de belleza subversivos». El número se subdivide en cinco secciones: «La isla», «Jardines», «Bellxs», «Cócteles», «Morfeo» y «Cárites». "Fantasía" incluye fotografías de la famosa serie Cóctel de Alejandro Kuropatwa de 1996, una crítica a las píldoras antirretrovirales de la crisis del VIH/SIDA.

### 2022–2023
La convocatoria abierta para la octava edición de Balam comenzó el 1 de junio de 2022 y se extendió hasta el 1 de julio del mismo año. Publicado ese año, el número está organizado bajo la temática de las «Familias Elegidas» y cuenta con la artista travesti brasilera Ventura Profana como editora invitada. Entrevistado por It's Nice That, Juárez declaró acerca de la colaboración con la artista: «¿Quién mejor para recorrer estos mundos que una pastora misionera travesti; una mediadora entre la humanidad y la divinidad; una profeta de las vidas disidentes, de su multiplicación y abundancia?». La convocatoria explicó que la temática de «Familias Elegidas» se proponía «indagar y a exponer a través de la imagen historias de familias establecidas por opción, mostrar una evolución en la comprensión cultural y en las normas sociales que las atraviesan y evidenciar la obsolescencia de mandatos dominantes, determinantes y coercitivos como el matrimonio y la paternidad, en general ajenos a las problemáticas y los deseos de las identidades queer». Ese año, Balam fue premiada con el Shannon Michael Cane Award otorgado a artistas y editoriales emergentes por el NY Art Book Fair de Nueva York.
En 2023, Balam publicó un libro en colaboración con la editorial independiente Pomegranate Press, con sede en Richmond, Virginia, Estados Unidos. Titulado Playfulness (traducido al español como «lo lúdico»), el fotolibro fue presentado por los proyectos como «nuestro doble intento de capturar, de alguna manera, lo que podría significar divertirse, explorar y ser curioso sobre el mundo que nos rodea». Impreso en Argentina, cuenta con una primera edición de 500 ejemplares, 116 páginas y una encuadernación suiza con texto en relieve en la contracubierta. En la introducción del libro, Pomegranate Press expresó: «Luis y yo nos conocimos en Nueva York. Conocía su trabajo con su preciosa Revista Balam desde hacía tiempo, pero antes de conocernos cara a cara, no tenía ni idea de quién estaba detrás del proyecto. (...) Cuando volví a Richmond y él a Buenos Aires, seguimos en contacto. (...) Tras unos pocos meses de comunicación, hice que la conversación girara en torno al trabajo y sugerí la idea de colaborar juntos en un proyecto ambicioso (pista: este libro). (...) Estoy agradecido de formar parte de su visión, aunque sea brevemente».
También en 2023, la octava edición de Balam fue expuesta en la exhibición Del cielo a casa. Conexiones e intermitencias en la cultura material argentina, realizada entre 23 de marzo y el 30 de julio de aquel año en el Museo de Arte Latinoamericano de Buenos Aires (MALBA). La muestra —que batió records de visitas para el museo— reunió obras de arte, piezas de diseño y objetos domésticos escogidos por su valor afectivo en el imaginario argentino, organizados en «trece grupos presentados como constelaciones de pensamiento e intuición». La revista Balam se expuso como parte del grupo titulado «Hogar», y se encuentra reproducida en el libro de la muestra con una fotografía de Cecilia Gil.  Ese mismo año, Balam participó en la feria LA Art Book Fair (LAABF) realizada en el espacio Geffen Contemporary del Museo de Arte Contemporáneo de Los Ángeles.
La convocatoria abierta para la novena edición de Balam tuvo lugar entre el 17 de enero y el 1 de marzo de 2023. Lanzado ese mismo año, el número está centrado en la temática de las «Nuevas masculinidades» y cuenta con el artista dominicano Oscar 1992 como editor invitado. Incluye fotografías de artistas de México, Brasil, Australia y Estados Unidos, entre otros, además de textos de Cole Rizki, Diego Tedeschi, Dulcina Abreu, Facundo Blanco e Igor Furtado. En la presentación oficial, Balam convocó a «proyectos que subviertan las reglas del hombre blanco normativo, pongan en discusión las relaciones de poder que nutren las nociones de "masculinidad" y, sobre todo, resignifiquen el camino y la aceptación de los maricones, las identidades trans, los crossdressers, los sujetos racializados y las infinitas maneras de ser dentro de la comunidad LGBTIQ+». El número se presenta como una «escuela de sinvergüenzas», y cita al texto Manifiesto (Hablo por mi diferencia) (1986) de Pedro Lemebel: «¿No habrá un maricón en alguna esquina desequilibrando el futuro de su Hombre Nuevo?». Tras la publicación de la novena edición de Balam, la revista Soy describió a la revista como un «objeto para atesorar» y señaló: «La vastedad y la belleza del contenido son un centro de gravitación que atrae y retiene Recomendamos una lectura atenta y un paso lento a través de sus imágenes. Todas ellas son una parada necesaria en el recorrido de la revista, y a más de una querremos volver». Entrevistado por Soy, Juárez habló del diálogo entre imágenes y textos en la edición: 

Por ejemplo, en este número arrancamos con una serie de fotografías sobre «el nuevo hombre», sobre las transmasculinidades puntualmente, y la cerramos con un texto de Cole Rizki que reflexiona sobre la visibilidad de esas masculinidades. Cole es un intelectual trans de la Universidad de Virginia. Él miró nuestras fotografías y, desde la primera persona, reflexionó sobre ellas. Me parece muy importante que les lectorxs tengan acceso a la intimidad de quien escribe, que las reflexiones sean hechas desde esa intimidad. Cuando une lee Balam, lo hace tanto desde las fotos como desde los textos.

En la edición de 2023 de los Premios Lucie, el noveno número de Balam fue premiado en la categoría «Contenido fotográfico del año, impreso o en línea». El número «Nuevas Masculinidades» también fue objeto de una exposición de arte realizada del 1 al 20 de diciembre de 2023 en São Paulo, una colaboración entre Central Galeria y el Instituto de Arquitectos de Brasil (portugués: Instituto de Arquitetos do Brasil; IABsp). La exposición fue curada por Thyago Nogueira, con diseño expositivo de Tiago Guimarães y producción de Fe Avila. Central Galeria y el IABsp describieron la exposición como «presentada a través del material físico de su propia revista, trasladado a las paredes. Ensamblando una cartografía, o mejor dicho, una nueva edición que se compone a partir de la intersección con otras ediciones, planteando cuestiones sobre estereotipos, sexualidad y normas coloniales en torno a corporeidades masculinas distorsionadas».

### 2024–actualidad
Entre el 24 de abril y el 26 de mayo de 2024, Balam presentó una instalación en Printed Matter Chelsea titulada «0800-TAKE-ME-HOME: Rebelliousness in Queer Artists' Publications and Photography». La muestra forma parte de una serie de instalaciones site-specific que se vienen realizando en la vidriera de Printed Matter desde los años 1970, en las que han participado a lo largo de los años artistas como Jenny Holzer, Barbara Kruger, Antoni Muntadas y Richard Prince. Curada por Juárez, «0800-TAKE-ME-HOME» presentó una selección de publicaciones basadas en la fotografía y exploró la conexión entre el trabajo sexual y las identidades de género no conformistas, con una referencia directa al «coqueto diseño vernáculo de los populares "papelitos de oferta sexual" que adornan los espacios públicos de América Latina para anunciar los servicios sexuales locales». Printed Matter explicó que la instalación «pretende promocionar la selección curada por Juárez con folletos que personifican cada publicación, incitando al espectador a recogerlos y llevárselos a casa» y que, «a través de este intercambio, estas narrativas de identidades y labores marginadas reciben más testimonio y respeto, afirmando que el trabajo sexual es trabajo y que el placer de las personas LGBTIQ+ es poderoso en su ilimitación».
La convocatoria para el número del décimo aniversario de Balam estuvo abierta del 16 de enero al 1 de marzo de 2024. Publicada ese año, la edición se organiza bajo el tema de «La Bohemia» y cuenta de nuevo con Ventura Profana como editora invitada, junto con la también artista brasileña Castiel Vitorino Brasileiro. En conversación con el British Journal of Photography, Juárez explicó que el tema «floreció como respuesta al colapso de los ecosistemas, la sobresaturación de los medios de comunicación y las visiones hegemónicas, especialmente en la fotografía». Señaló además que «concebimos la bohemia como algo que debemos salvaguardar y preservar» y que el número pretende «hacerse eco de las rupturas, especialmente de las fronteras religiosas, espirituales, musicales, estéticas, académicas e imaginarias establecidas por la colonización, aspectos culturales en diálogo directo con la historia de la fotografía». «La Bohemia» incluye fotografías de los indígenas amazónicos por Florence Goupil, Rafaella Kennedy y Labo Young, así como imágenes de archivo de la cultura dancehall jamaiquina por Akeem Smith y un «proyecto colectivo de Retratistas do Morro que preserva un movimiento artístico histórico surgido en los años 1960 en las favelas brasileñas».
En mayo de 2024, Juárez participó como presentador en el evento de charlas públicas «Discourses 2 Radical Forms in Printed Matter», curado por Andrew Hodgson y celebrado en el marco de la feria Paris Ass Book Fair, en el Palais de Tokyo. Balam también formará parte por primera vez de una exposición colectiva internacional, «Grow It, Show It! A Look at Hair from Diane Arbus to TikTok», que tendrá lugar entre el 13 de septiembre de 2024 y el 15 de enero de 2025 en el Museo Folkwang, Alemania. La exposición «explora el significado cultural histórico, político y cotidiano del cabello» y cuenta con obras de artistas como Diane Arbus, Nan Goldin, Helmut Newton, Graciela Iturbide y Wolfgang Tillmans, entre varios otros. Con motivo de «Grow It, Show It!», Juárez también dará un taller de creación de zines en el museo. También en septiembre de 2024, Juárez participará como experto invitado en el evento Plat(t)form, celebrado anualmente en el Fotomuseum Winterthur, Suiza. A lo largo de 2024, Balam participará además en las ferias ICP Photobook Fest,
Unseen Amsterdam, Athens Art Book Fair, San Francisco Art Book Fair, y Printed Matter NY Art Book Fair.

## Publicaciones impresas
- Juárez, Luis, ed. (2018). «Metamorfosis». Textos de Johan Mijail y Luis Juárez. Revista Balam (en español e inglés) (Buenos Aires, Argentina) (Número 5). ISSN 2591-6300.
- Juárez, Luis; Fieiras, Verónica, eds. (2020). «Mestizx». Textos de Johan Mijai, Inmensidades, Bbywacha y Flora Nómada. Revista Balam (en español e inglés) (Buenos Aires, Argentina) (Número 6). ISSN 2684-0405.
- Juárez, Luis; González-Aguirre, César, eds. (2021). «Fantasía». Textos de María Belén Correa, Cecilia Estalles, Cecilia Saurí, César González-Aguirre, Johan Mijail y Juan Peraza Guerrero. Diseño gráfico por Gustavo Eandi. Revista Balam (en español, portugués e inglés) (Buenos Aires, Argentina) (Número 7).
- Juárez, Luis; Ventura Profana, eds. (2022). «Familias Elegidas». Textos de Davi de Jesus do Nascimento, Marce Joan Butierrez, Yná Kabe Rodríguez Olfenza y Ventura Profana. Diseño gráfico por Gustavo Eandi. Revista Balam (en español, portugués e inglés) (Buenos Aires, Argentina) (Número 8).
- Playfulness (libro colectivo) (en inglés y español). Primera edición de 500 ejemplares. Impreso en Argentina. Richmond, EE. UU.; Buenos Aires, Argentina: Pomegranate Press; Revista Balam. 2023.
- Juárez, Luis; Oscar 1992, eds. (2023). «Nuevas masculinidades». Textos de Cole Rizki, Diego Tedeschi, Dulcina Abreu, Facundo Blanco e Igor Furtado. Diseño gráfico por Gustavo Eandi. Revista Balam (en español, portugués e inglés) (Buenos Aires, Argentina) (Número 9).
- Juárez, Luis; Vitorino Brasileiro, Castiel; Ventura Profana, eds. (2024). «La Bohemia». Revista Balam (en español, portugués e inglés) (Buenos Aires, Argentina) (Número 10).